# Université de Lancastre
L'université de Lancastre ou l'université Lancaster (en anglais Lancaster University) est une université nationale anglaise, située à Lancastre. Elle a acquis son statut d'université en 1964.

## Composantes
L'université est structurée autour des composantes suivantes :
- Faculté d'arts et de sciences sociales
- Faculté de science et de technologie
- Faculté de management

## Personnalités liées à l'université

### Étudiants
- Nahed Taher
- Theresa Griffin
- Audrey Azoulay
- Kandia Camara
- Andy Serkis
- Francis Bugotu (1927-1992), diplomate salomonais
- Nguyễn Phan Quế Mai